# Alfonso Domínguez
Luis Alfonso Domínguez Guíñez (Talca, 18 de diciembre de 1916-Santiago, 23 de abril de 1973) fue un futbolista chileno que jugaba de delantero. Destacó por su contundencia como goleador, ya que registró 130 goles convertidos en 196 partidos jugados.
Es el quinto máximo goleador histórico de Colo-Colo tras Carlos Caszely, Francisco Valdés, Esteban Paredes y Severino Vasconcelos.

## Trayectoria
Provenía de una familia futbolera, pues con sus cuatro hermanos compartían equipo en el Talca National destacando en la Selección de su ciudad natal.
Comenzó su carrera profesional en 1937 en el Badminton y en 1938 en la Unión Española, club que cae en receso por la guerra civil española en 1939. Con el receso del club es fichado por Colo-Colo donde llegó a ser el primer gran goleador del club. Jugando como centro delantero, fue el máximo anotador en los Torneos de 1939 y 1944. 
En el torneo oficial de 1939 Colo-Colo sumó su segunda estrella y de los 91 goles que registra el equipo campeón, Alfonso Domínguez anotó 29 goles en 24 partidos, en una campaña brillante que registra varios resultados abultados como el 9-1 a Magallanes, 7-1 a Audax Italiano y el 7-0 a Bádminton. Clave para su rendimiento sería el debut en la banca de Francisco Platko que venía con un avasallador estilo de juego. 
En 1943 es enviado a préstamo a la Universidad de Chile, club que en esa época no poseía una rivalidad importante con los albos por las diferencias de popularidad abismal entre ambas instituciones en esos años. Alcanzaría sin embargo a jugar un actual Clásico con la camiseta azul, sin anotar goles.
En 1944 retorna al club albo y logra ser campeón y goleador del fútbol chileno con 19 tantos, igualado con Juan Alcántara de Audax Italiano. Domínguez es además un importante goleador en el ítem de los Superclásicos ante Universidad de Chile, club al que le anotó 8 goles en 15 partidos jugados defendiendo a Colo-Colo.
En la Selección de Chile, entre los años 1939 y 1942, jugó 13 partidos y convirtió 4 goles, participando en tres Campeonatos Sudamericanos.
En 1947 volvería a ser campeón sumando a su palmarés cuatro torneos de Primera División además de dos copas domésticas como el Campeonato de Apertura y el Campeonato de Campeones 1945.
Domínguez retornaría a la U en 1949 club donde tras una temporada con pocas apariciones se retiró de la actividad.

### Participaciones internacionales
| Torneo                       | Sede    | Resultado    | Part. | Goles |
| ---------------------------- | ------- | ------------ | ----- | ----- |
| Campeonato Sudamericano 1939 | Perú    | Cuarto lugar | 3     | 1     |
| Campeonato Sudamericano 1941 | Chile   | Tercer lugar | 2     | 0     |
| Campeonato Sudamericano 1942 | Uruguay | Tercer lugar | 6     | 2     |

## Clubes
| Club                 | País  | Año       |
| -------------------- | ----- | --------- |
| Talca National       | Chile | 1935-1936 |
| Badminton            | Chile | 1937      |
| Unión Española       | Chile | 1937-1938 |
| Colo-Colo            | Chile | 1939-1943 |
| Universidad de Chile | Chile | 1943      |
| Colo-Colo            | Chile | 1944-1947 |
| Universidad de Chile | Chile | 1949      |

## Palmarés

### Campeonatos nacionales
| Título                  | Club      | País  | Año  |
| ----------------------- | --------- | ----- | ---- |
| Primera División        | Colo-Colo | Chile | 1939 |
| Copa Apertura           | Colo-Colo | Chile | 1940 |
| Primera División        | Colo-Colo | Chile | 1941 |
| Primera División        | Colo-Colo | Chile | 1944 |
| Campeonato de Campeones | Colo-Colo | Chile | 1945 |
| Primera División        | Colo-Colo | Chile | 1947 |

### Distinciones individuales
| Distinción                                   | Año  |
| -------------------------------------------- | ---- |
| Goleador de Primera División de Chile        | 1939 |
| Goleador del Campeonato de Apertura de Chile | 1940 |
| Goleador de Primera División de Chile        | 1944 |